# Röstesjön
Röstesjön är en sjö i Ulricehamns kommun i Västergötland och ingår i Viskans huvudavrinningsområde. Sjön är 4,7 meter djup, har en yta på 0,437 kvadratkilometer och befinner sig 195,1 meter över havet.

## Delavrinningsområde
Röstesjön ingår i det delavrinningsområde (641782-135444) som SMHI kallar för Utloppet av Mogden. Avrinningsområdets medelhöjd är 223 meter över havet och ytan är 59,23 kvadratkilometer. Räknas de 2 avrinningsområdena uppströms in blir den ackumulerade arean 131,24 kvadratkilometer. Avrinningsområdets utflöde Viskan mynnar i havet. Avrinningsområdet består mestadels av skog (52 %), öppen mark (15 %) och jordbruk (23 %). Avrinningsområdet har 2,58 kvadratkilometer vattenytor vilket ger det en sjöprocent på 4,4 %. Bebyggelsen i området täcker en yta av 0,45 kvadratkilometer eller 1 % av avrinningsområdet.